# NGC 3883
NGC 3883是一个位于狮子座的低表面亮度螺旋星系，距离地球3.3亿光年，1785年4月13日由威廉·赫歇爾发现，属于獅子座星系團。